# Долейко Олександр Сергійович
Олександр Сергійович Долейко (нар. Уманський район, Черкаська область) — український військовослужбовець, підполковник Збройних сил України, учасник російсько-української війни. Лицар ордена Богдана Хмельницького III ступеня (2023). Герой України (2024).

## Життєпис
Родом з Уманського району Черкаської области.
На початку повномасштабного російського вторгнення його підрозділ під час повітряних боїв знищив значну кількість ворожих цілей. Унаслідок ворожого ракетного удару підполковник Олександр Долейко зазнав поранення, але продовжував командувати та забезпечив виведення дивізіону з-під удару. Після лікування він повернувся на службу.

## Нагороди
- звання Герой України з врученням ордена «Золота Зірка» (23 лютого 2024) — за особисту мужність і героїзм, виявлені у захисті державного суверенітету та територіальної цілісності України, самовіддане служіння Українському народові[3];
- орден Богдана Хмельницького III ступеня (2 березня 2023) — за особисту мужність і самовіддані дії, виявлені у захисті державного суверенітету та територіальної цілісності України, вірність військовій присязі[4].